# العلاقات الجنوب إفريقية السويسرية
العلاقات الجنوب أفريقية السويسرية هي العلاقات الثنائية التي تجمع بين جنوب أفريقيا وسويسرا.

## مقارنة بين البلدين
هذه مقارنة عامة ومرجعية للدولتين:
| وجه المقارنة                                              | جنوب أفريقيا | سويسرا                                                                                      |
| --------------------------------------------------------- | --- | ------------------------------------------------------------------------------------------- |
| المساحة (كم2)                                             | 1.22 مليون | 41.28 ألف                                                                                   |
| عدد السكان (نسمة)                                         | 57.73 مليون | 8.21 مليون                                                                                  |
| الكثافة السكانية (ن./كم²)                                 | 47.32 | 198.89                                                                                      |
| العاصمة                                                   | بريتوريا، بلومفونتين، كيب تاون | برن                                                                                         |
| اللغة الرسمية                                             | لغة إنجليزية، اللغة الأفريقانية، اللغة النديبلي الجنوبية، اللغة السوثو الشمالية، اللغة السوتية، لغة سوازي، اللغة التسونجا، اللغة التسوانية، اللغة الفيندية، اللغة الكوسية، اللغة الزولوية | اللغة الألمانية، اللغة الإيطالية، لغة فرنسية، اللغة الرومانشية، الألمانية السويسرية الموحدة |
| العملة                                                    | راند جنوب أفريقي | فرنك سويسري                                                                                 |
| الناتج المحلي الإجمالي (بليون دولار)                      | 349.42 مليار | 678.89 مليار                                                                                |
| الناتج المحلي الإجمالي (تعادل القوة الشرائية) بليون دولار | 725.91 مليار | 518.07 مليار                                                                                |
| الناتج المحلي الإجمالي الاسمي للفرد دولار أمريكي          | 5.72 ألف | 80.94 ألف                                                                                   |
| الناتج المحلي الإجمالي للفرد دولار أمريكي                 | 13.05 ألف | 59.54 ألف                                                                                   |
| مؤشر التنمية البشرية                                      | 0.666 | 0.930                                                                                       |
| رمز المكالمات الدولي                                      | +27 | +41                                                                                         |
| رمز الإنترنت                                              | .za | .ch، .swiss ‏                                                                                |
| المنطقة الزمنية                                           | ت ع م+02:00، أفريقيا/جوهانسبرغ ‏ | توقيت وسط أوروبا، ت ع م+01:00، ت ع م+02:00، أوروبا/زيورخ ‏                                   |

## منظمات دولية مشتركة
يشترك البلدان في عضوية مجموعة من المنظمات الدولية، منها:
| علم المنظمة | اسم المنظمة                        | تاريخ انضمام جنوب أفريقيا | تاريخ انضمام سويسرا |
| ----------- | ---------------------------------- | ------------------------- | ------------------- |
|             | مؤسسة التمويل الدولية              | 3 أبريل 1957              | 29 مايو 1992        |
|             | منظمة حظر الأسلحة الكيميائية       | ?                         | ?                   |
|             | يونسكو                             | 4 نوفمبر 1946             | 28 يناير 1949       |
|             | البنك الإفريقي للتنمية             | ?                         | ?                   |
|             | الأمم المتحدة                      | 7 نوفمبر 1945             | 10 سبتمبر 2002      |
|             | الاتحاد الدولي للاتصالات           | 1910                      | 1866                |
|             | منظمة الشرطة الجنائية الدولية      | ?                         | ?                   |
|             | مجموعة الموردين النوويين           | ?                         | ?                   |
|             | البنك الدولي للإنشاء والتعمير      | 27 ديسمبر 1945            | 29 مايو 1992        |
|             | الاتحاد البريدي العالمي            | ?                         | ?                   |
|             | مؤسسة التنمية الدولية              | 12 أكتوبر 1960            | 29 مايو 1992        |
|             | منظمة التجارة العالمية             | 1995                      | ?                   |
|             | الفريق المعني برصد الأرض           | ?                         | ?                   |
|             | نظام تحكم تكنولوجيا القذائف        | 1995                      | 1992                |
|             | وكالة ضمان الاستثمار متعدد الأطراف | 10 مارس 1994              | 12 أبريل 1988       |

## أعلام
هذه قائمة لبعض الشخصيات التي تربطها علاقات بالبلدين:
- تريفور نواه (ممثل جنوب أفريقي، 20 فبراير 1984 – )
- جويل اونتيرسي (لاعب كرة قدم جنوب أفريقي، 11 فبراير 1994[25] – )
- روجر فيدرير (لاعب كرة مضرب سويسري، 8 أغسطس 1981[26] – )
- ماكس تيلر (30 يناير 1899[27][28] – 11 أغسطس 1972[27][28])

## وصلات خارجية
- موقع وزارة الخارجية الجنوب أفريقية
- موقع وزارة الخارجية السويسرية